# Mico
Mico är ett undersläkte i släktet silkesapor bland primaterna. IUCN räknar 16 arter till undersläktet som lever i Amazonområdet.

## Kännetecken
Arterna når en kroppslängd mellan 18 och 30 centimeter och därtill kommer en upp till 40 centimeter lång svans. Vikten ligger mellan 300 och 470 gram. Pälsen påminner om silke och har beroende på art en vit, grå, brun eller svart färg. Ibland står kroppens bakre del, svansen eller extremiteterna i kontrast till övriga kroppen. Den långa svansen är yvig men den används inte som gripverktyg. Ansiktet saknar hår och är köttfärgat eller grått. Hos några arter är de stora öronen synliga utanför pälsen, andra arter har hårtofsar på öronen. Som hos alla kloapor är fingrarna och tårna (med undantag av stortån) utrustade med klor istället för naglar.

## Utbredning och habitat
Undersläktets utbredningsområde ligger i Amazonområdet och där bara söder om Rio Madeira och Amazonfloden. De flesta arterna förekommer endast i Brasilien, bara Callithrix (Mico) melanura lever även i östra Bolivia och norra Paraguay. Habitatet utgörs av tropiska regnskogar, de föredrar regioner med tät undervegetation, till exempel vid skogskanten.

## Levnadssätt
Arterna är liksom andra kloapor aktiva på dagen. De sover gömda i undervegetationen eller i trädens håligheter. Individerna vistas främst i träd där de går på fyra extremiteter eller hoppar.
De lever i grupper av 4 till 15 individer. Flockens kärna bildas av en familj med en hane och en hona som har rätten att para sig. Varje grupp har ett 10 till 40 hektar stort revir som försvaras mot artfränder.
Undersläktets medlemmar har liksom andra silkesapor speciella tänder för att öppna trädens bark så att de kommer åt trädens vätskor. Dessa vätskor slickas främst vid mindre tillgång till andra födoämnen som frukter och frön. Dessutom äter individerna insekter och spindlar samt i viss mån fågelägg och mindre ryggradsdjur.
Vanligen har bara den dominanta honan rätten att fortplanta sig. Efter dräktigheten som varar i 130 till 150 dagar föds oftast tvillingar. Ungarnas fader och andra gruppmedlemmar hjälper vid ungdjurens uppfostring. De bär till exempel ungarna på kroppen, lekar med de och överbringar de till honan när de ska dias.

## Systematik
Det skiljs mellan 16 arter:
- Callithrix (Mico) acariensis
- Silverapa (Callithrix (Mico) argentata)
- Callithrix (Mico) chrysoleuca
- Callithrix (Mico) emiliae
- Callithrix (Mico) humeralifera
- Callithrix (Mico) intermedia
- Callithrix (Mico) leucippe
- Callithrix (Mico) manicorensis
- Callithrix (Mico) marcai
- Callithrix (Mico) mauesi
- Callithrix (Mico) melanurus
- Callithrix (Mico) munduruku
- Callithrix (Mico) nigriceps
- Callithrix (Mico) rondoni
- Callithrix (Mico) saterei
- Callithrix (Mico) schneideri

Jämte dessa finns populationer som saknar vetenskaplig beskrivning.
Undersläkte Mico, undersläkte Callithrix samt dvärgsilkesapan (Callithrix (Cebuella) pygmaea) och Callithrix (Callibella) humilis räknas av flera zoologer som undersläkten till silkesapor. Ibland betraktas alla undersläkten som självständiga släkten.